# 大津港 (滋賀県)
大津港（おおつこう）は、滋賀県にある港で、国土交通省指定地方港湾である。湖面標高84 mの琵琶湖に面する。所在地は滋賀県大津市の浜大津。浜大津港とも称する。
かつては琵琶湖湖上水運の拠点として栄えた。鉄道網の整備に伴い斜陽となった後は、遊覧船の発着拠点となっているほか、官公庁などが運航する各船の拠点にもなっている。また、併設のマリーナや公園として整備された緑地など、多用途のレジャーに利用されている。
施設は滋賀県が管理しているが、2008年（平成20年）から指定管理者制度を導入した。現在は琵琶湖汽船が港湾施設を、セイレイ興産がマリーナを管理している。

## 歴史
- 古代：大津京の主要港として整備され、湖上運送の拠点になる。
- 中世
  - 794年（延暦13年）：平安京遷都により都の外港として栄える。
  - 1586年（天正14年）：豊臣秀吉により大津城が築かれ、大津港は水運の要衝として栄える。
    - 翌年、秀吉の意向を受けた大津藩の浅野長吉が、湖岸諸藩の船を大津に集めた。これが後に大津百艘船となり、大津港の荷役などに関する特権を代々の支配者から受けていた[4] 。
- 近代
  - 1869年（明治元年）3月：日本初の湖上蒸気船「一番丸」が、大津-海津間に就航。大聖寺藩[注 2]（大津汽船局）が運営した。
    - 「一番丸」就航以降は様々な運営主体による汽船が就航し、航路も増加した[注 3]。また、南湖のローカル航路運営者や航路も暫時増加した。

  - 1878年（明治11年）：東海道線が大津まで開通。
  - 1883年（明治16年）：前年に鉄道が開通した長浜との間で鉄道連絡を開始。
  - 1889年（明治22年）：東海道線が全通。鉄道網整備の進展とともに、湖上運送が衰退する。
  - 1894年（明治27年）：湖上定期遊覧船が就航、湖上観光び拠点港として復興する。
  - 1951年（昭和26年）：玻璃丸が就航する。
  - 1972年（昭和47年）6月15日：琵琶湖総合開発特別措置法を施行[5]。
    - これにより琵琶湖の水位が約2メートル下がるとされ、桟橋や船舶の更新が必要とされ、順次更新がはじまる。

  - 1981年（昭和56年）4月29日：ミシガンが就航する。
  - 1987年（昭和62年）11月：大津港改修整備事業に着手し、公有水面の埋立てが行われる[6][7]。
  - 1991年（平成3年）3月：大津港湾公水面埋立工事が竣工する[6][7]。
  - 1993年（平成5年）3月13日：現在の旅客ターミナルが竣工する[6][7]。
  - 2008年（平成20年）4月1日：指定管理者制度を導入。[3]
  - 2021年（令和4年）5月27日：業務用地が2020年東京オリンピックのセレブレーション会場となる[聖火 1][聖火 2][聖火 3][聖火 4][聖火 5]。

## 主な施設
- 桟橋
  - 大型浮桟橋
    - 一号桟橋 - 「ビアンカ」「うみのこ」などが使用。
    - 二号桟橋 - 固定桟橋に接続。「ミシガン」などが使用。

  - 中型浮桟橋
    - 三号桟橋

  - 小型桟橋
    - A-E号桟橋 - 官公庁などが使用。
    - L号桟橋（物揚場）

  - その他
    - マリーナ桟橋（G-H号桟橋） - 大津港マリーナ。
    - 旅館前護岸（J-K号桟橋）
    - プレジャーボート係船杭、給油施設など。
- 旅客ターミナルビル
- びわ湖花噴水 - シンボル緑地から向かって正面の防波堤（4連、幅450 m）に設けられている世界最大級の噴水。
- 修景緑地

（施設平面図：）

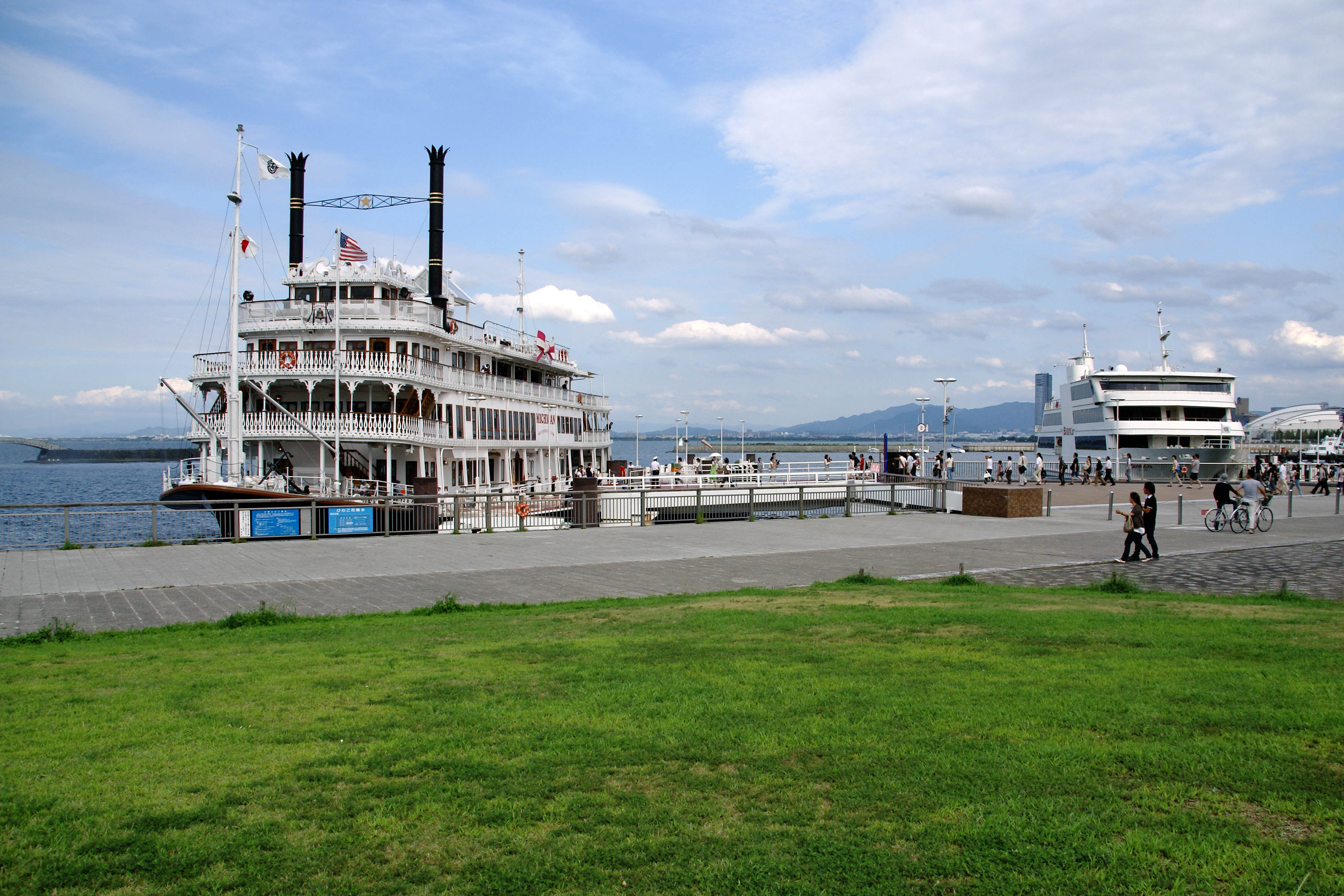
2本ある大型船用桟橋にそれぞれ接岸する「ミシガン」（左）と「ビアンカ」（右）（2007年9月）
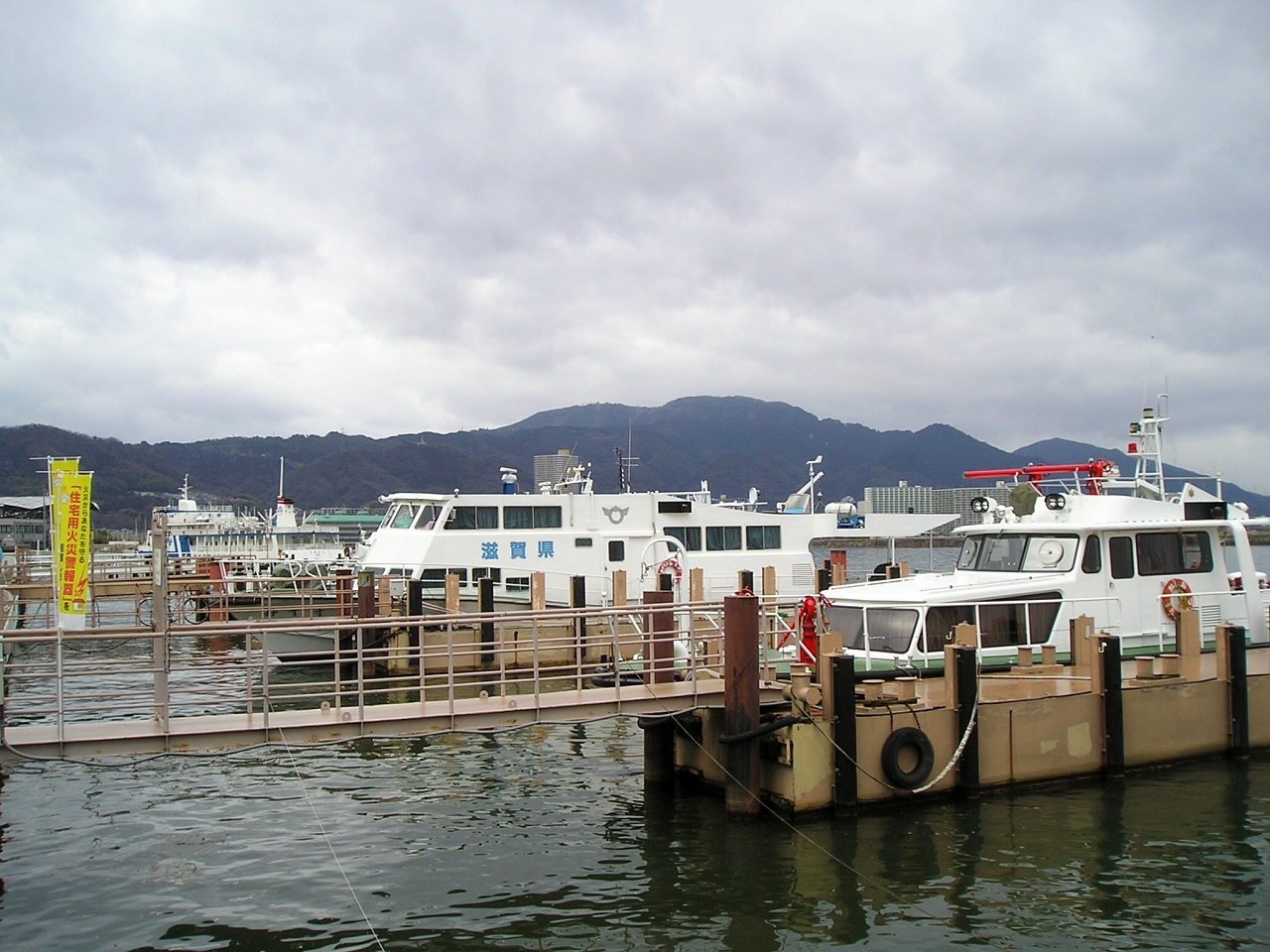
小型船用桟橋（2009年2月）
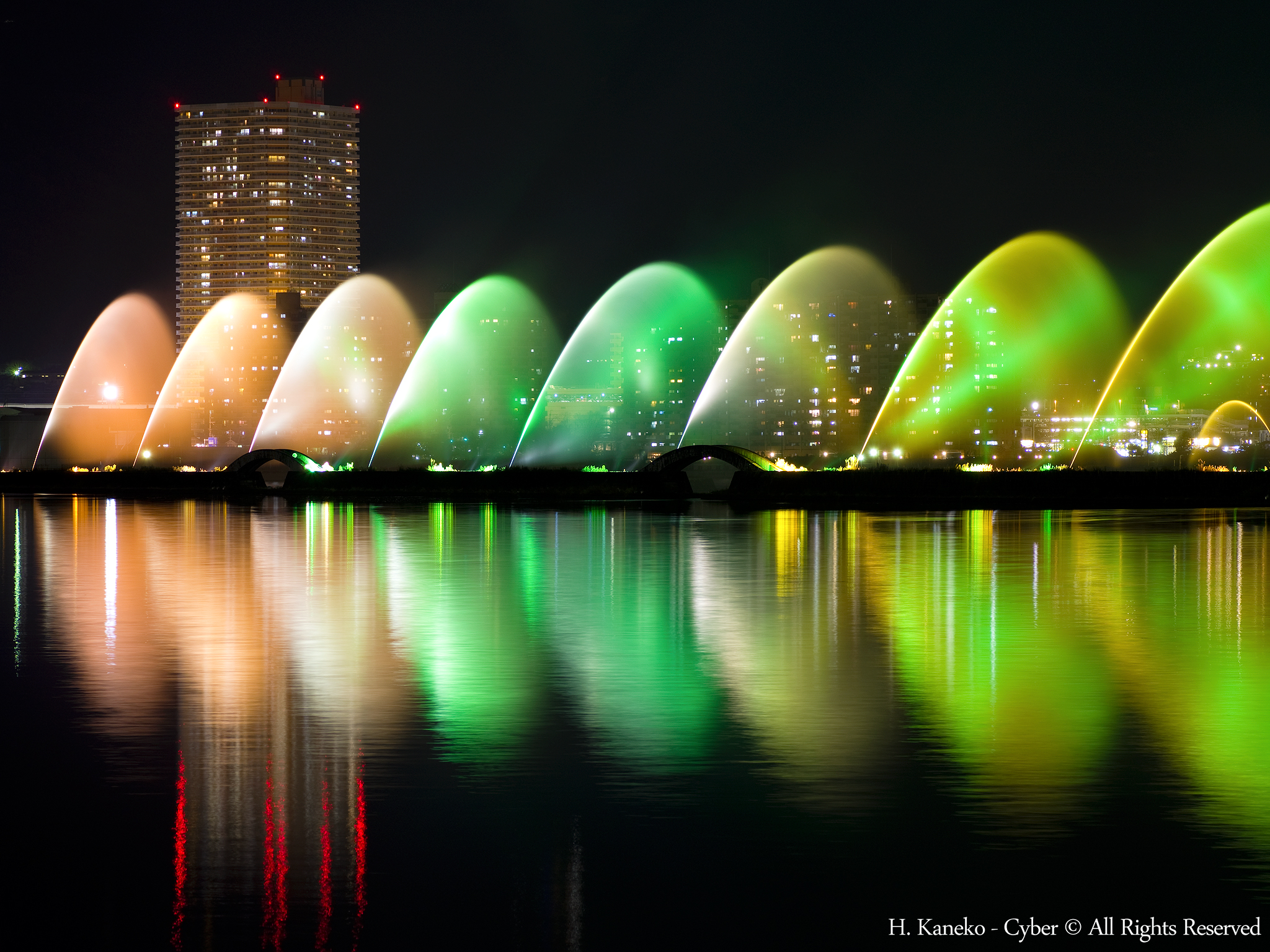
びわ湖花噴水（2015年12月、夜景）
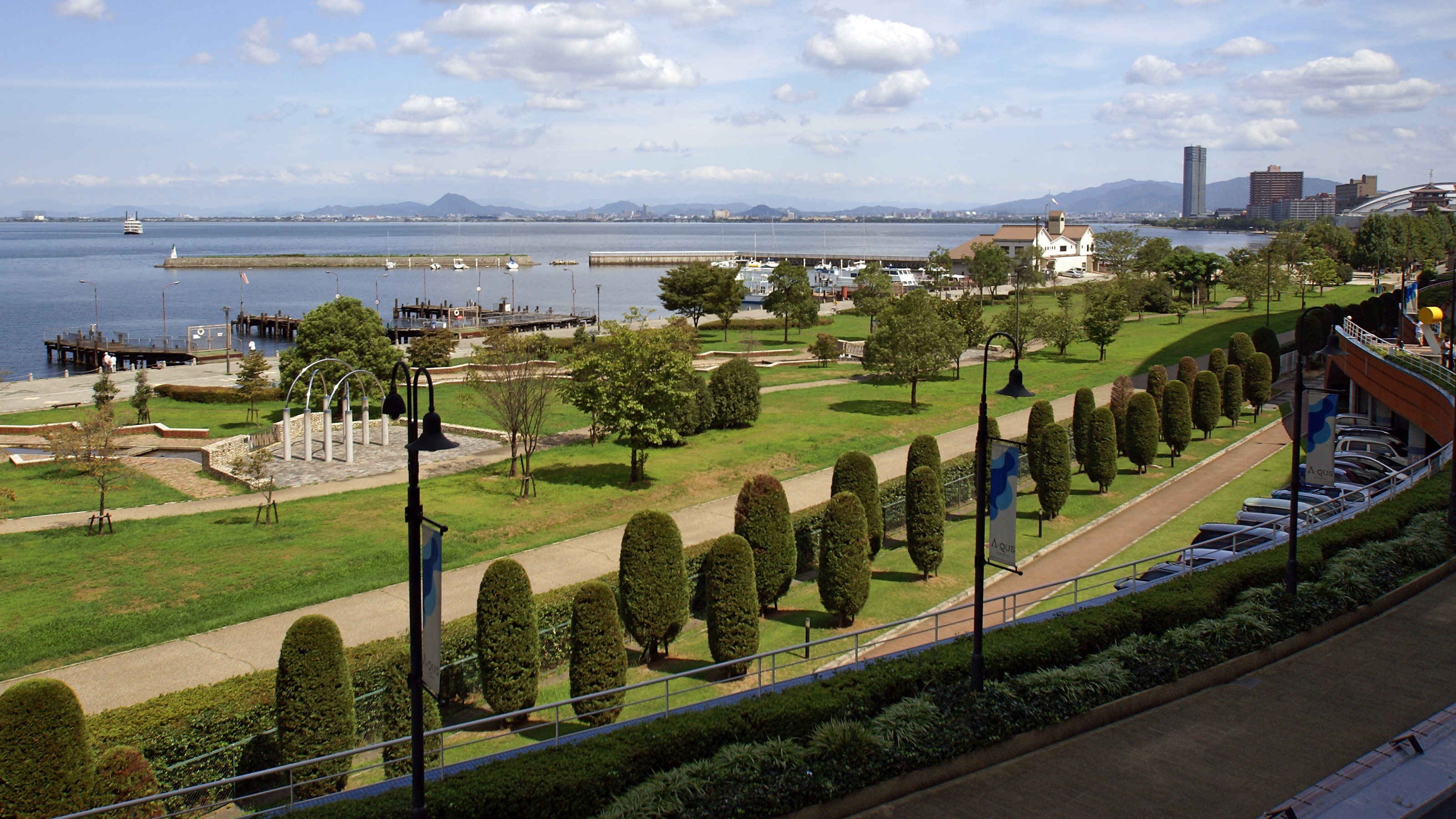
修景緑地（2007年9月、浜大津アーカスから）

## 主な航路
琵琶湖汽船の航路が発着する。不定期ではあるが、学習船「うみのこ」も当港を発着する。
- ミシガンクルーズ （遊覧船）[9]
  - 大津港 →  柳が崎湖畔公園港（びわ湖大津館） →  におの浜観光港（びわ湖大津プリンスホテル）→ 大津港
- ぐるっとびわ湖島めぐり（臨時航路：要予約）[10]
  - 大津港 → 沖島 → 多景島 → 竹生島港 → 大津港

上記の他、イベントクルーズを含む臨時航路や学習船「うみのこ」を用いるイベントクルーズの発着設定もある。

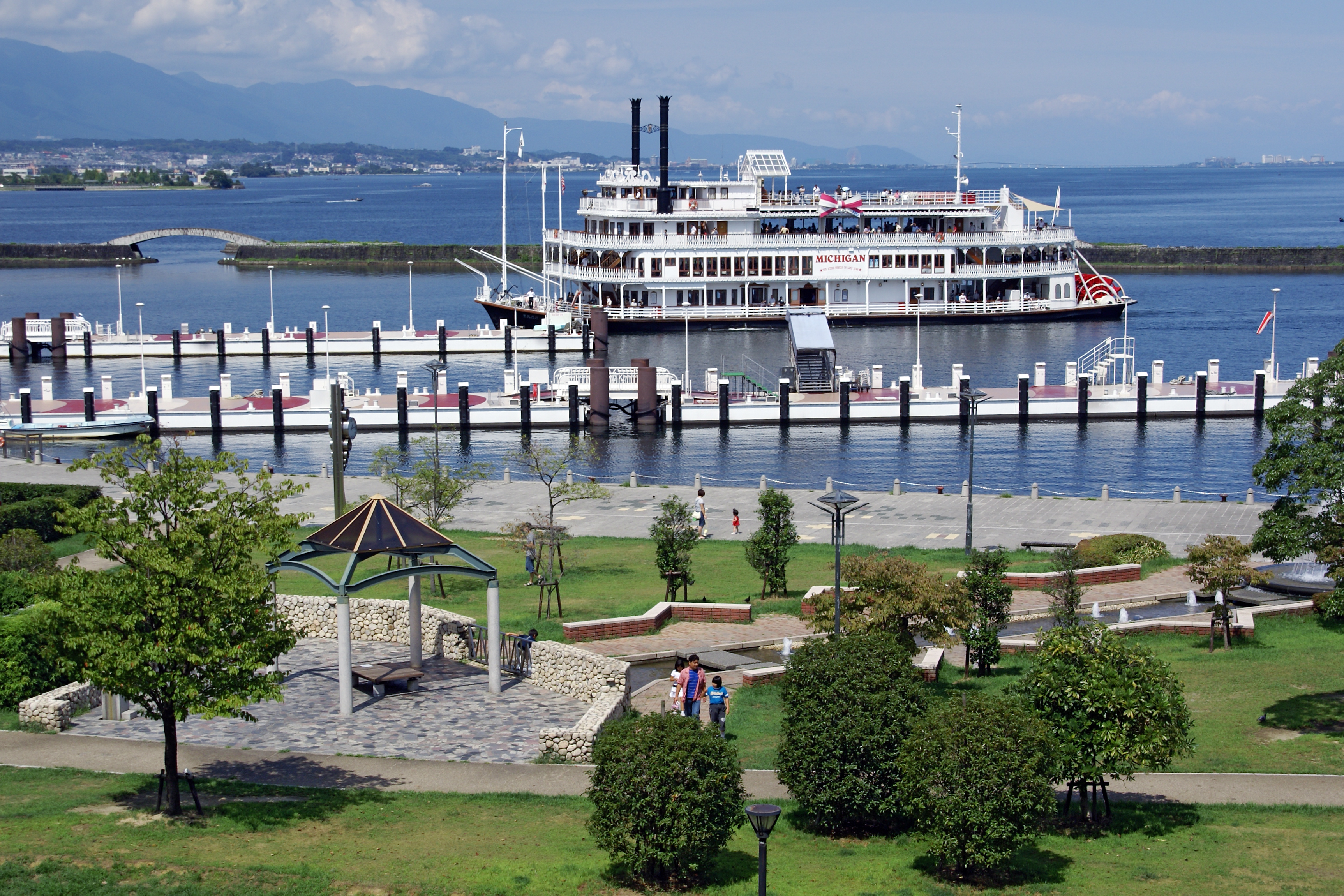
入港する遊覧船「ミシガン」
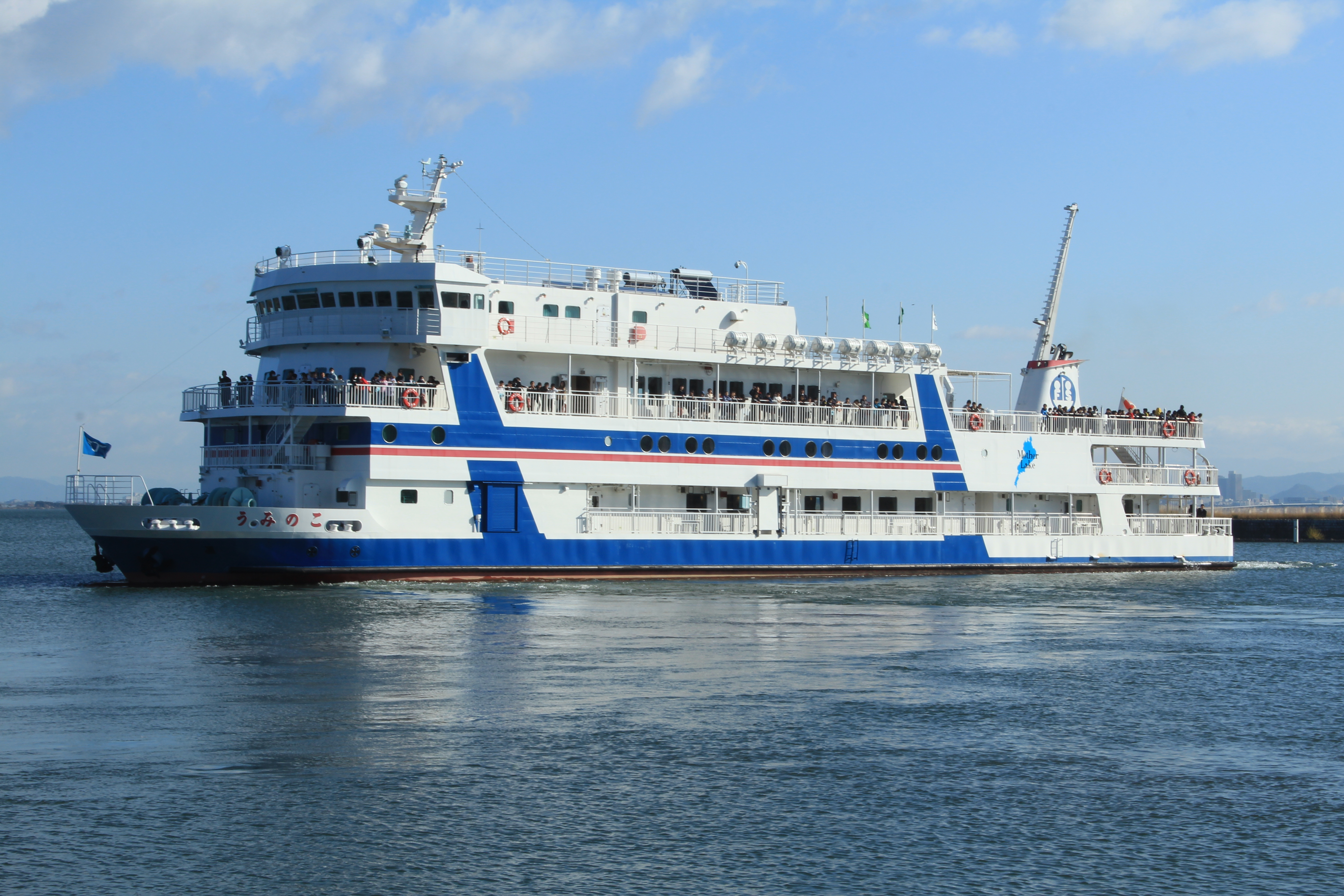
うみのこ（2019年12月、学習船）

## 祭事
- 3月第2土曜日 - びわ湖開き
- 8月8日 - びわ湖大花火大会

## アクセス
鉄道
- 京阪石山坂本線・京津線びわ湖浜大津駅から徒歩3分[12]。
- JR琵琶湖線（東海道本線）大津駅から路線バス（江若交通・京阪バス・近江鉄道バス）。「びわ湖浜大津」停留所（※近江鉄道バスは「浜大津」停留所）下車、徒歩3分[12]。

自動車
- 名神高速道路大津ICから約10分[12]。

## 所在地
- 〒520-0047 滋賀県大津市浜大津5-1-1

## 周辺
- 浜大津アーカス
- 琵琶湖ホテル
- 大津湖岸なぎさ公園
- 大津市民会館